# Grenade à main type 99
La grenade à main type 99 est une grenade utilisée par le Japon lors de la Seconde Guerre mondiale. 
Plus petite que les modèles 91 et 97, elle est ronde et lisse. Elle peut être lancée à partir d'un lanceur spécial que l'on place sur les fusils. Il suffit de dégoupiller pour actionner la grenade, il ne faut pas dévisser la sécurité comme sur les modèles 91 et 97. Ainsi, cette grenade peut servir de piège : on la dégoupille, la place contre une chaise ou sous un cadavre, et elle explosait dès que celui-ci est déplacé.

## Histoire et développement
Peu après l'introduction de la grenade à main type 97 pour les troupes de première ligne, un certain nombre de problèmes surgissent. L'instabilité et l'imprécision du mécanisme des fusibles font des type 97 une menace autant pour le lanceur que pour le destinataire. En outre, les type 97 sont des grenades à main et ne peuvent pas être utilisées avec des lance-grenades. En 1939, le Bureau technique de l'Armée fait développer une version améliorée destinée à éliminer ces défauts.

## Conception

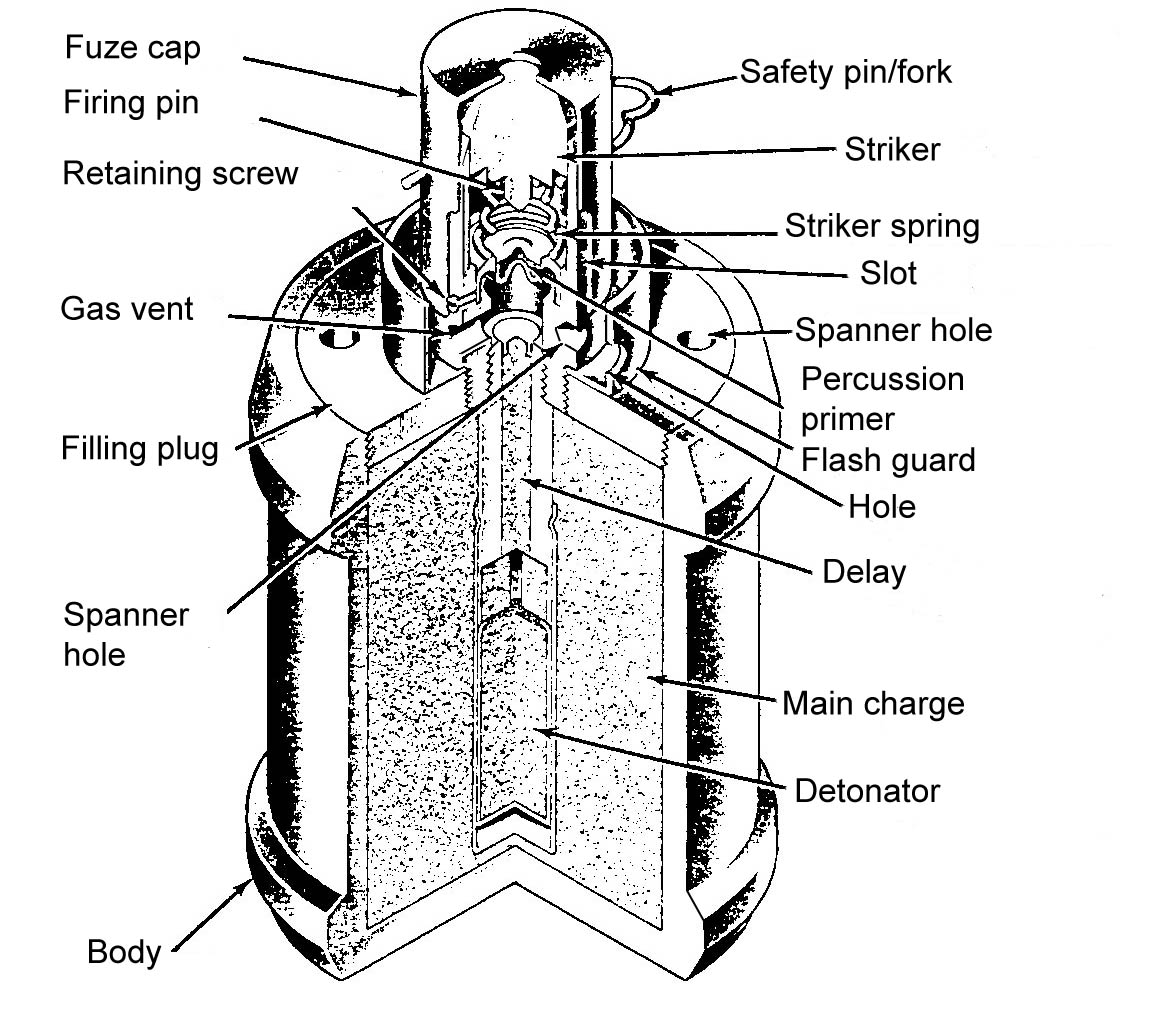
Diagramme en coupe d’une grenade japonaise de type 99 datant de la Seconde Guerre Mondiale

La grenade à main de type 99 peut être soit jetée à la main ou tirée par un lance-grenades. Contrairement aux grenades précédentes, les types 91 et 97, le corps n'était pas segmenté, mais lisse et bridé aux deux extrémités. Elle est légèrement plus petite en diamètre que le type 91.
Il est nécessaire de d'abord retirer la goupille de sécurité en tirant sur la corde à laquelle elle est attachée et ensuite de frapper la tête de la mèche sur un objet dur, comme un rocher ou un casque de combat, et de jeter immédiatement. Depuis le percuteur a été intégré sans visser ou dévisser. Le titulaire percuteur était nécessaire, comme avec les modèles précédent.